# 中国哲学的合法性
自19世纪引入中国哲学学术研究以来，关于古代中国哲学家是否能够被视为哲学家的争论一直存在。 胡适、冯友兰等人在西方文化的影响下，引起了对中国哲学的日益关注，同时激发了这一领域的创立，直到那时尚未被明确定义或详细讨论。
冯友兰曾对“中国的哲学”和“中国土地上的本土哲学”进行区分。关于中国哲学的合法性的争论主要涉及中国的本土哲学。 这些争论的核心焦点包括：传统中国思想中是否存在“哲学”这一学科；该学科所涉及的主题和问题是否存在于中国思想中；以及现在已确立的中国哲学学科是否真正可以被认为是中国的。这些争论引发了关于哲学及其学科性质的更广泛讨论。

## 儒家正统
儒家正统是关于“中国哲学史”的历史观念。这一概念与西方哲学有所不同，因为西方哲学强调了教义的连续传承。

## 反对中国哲学合法性的论点
黑格爾認為：「孔子只是一个实际的世间智者，在他那里思辨的哲学是一点也没有的——只有一些善良的、老练的、道德的教训，从里面我们不能获得什么特殊的东西。」
費德西認為，「哲學」作為「西方」文化的產物，其核心是科學和理性；在這個意義上，並沒有中國哲學；交代一切闡釋中國哲學的努力，都表現為一種悖謬；一方面這種解釋無一例外地都以西方哲學為尺度，因此所建立的中國哲學就不是純粹中國的，另一方面所有這征解釋卻都宣稱一種獨立於西方傳統的中國哲學。

## 支持中国哲学合法性的论点
中國哲學合法性被質疑後，促進了「當代中國哲學」的發展。

### 當代新儒家
李明輝認為，他在大學裡講授「哲學概論」時，最頭痛問題是「哲學」的定義問題，中國哲學和西方哲學本身對哲學定義問題爭論不休。然而，他認為無論就內容、範圍、還是問題意識而言，「哲學」在西方都是不斷變化與發展的概念。而且，儘管「哲學」一詞非中國固有的名詞，而是由西方借用到中國的，亦不能證明中國人過去不會作哲學思考。

### 當代新道家
陳鼓應認為，黑格爾所質疑的只是孔子。而按照韋伯所定義：「哲学是对自然界的全部的研究，是期望对事物作一个普遍性的解释。」陳鼓應提出了道家主幹說，認為中國哲學應以老子為先，孔子為後。且老子說了普遍的東西，符合韋伯的定義。